# 小野塚勇人
小野塚 勇人（おのづか はやと、1993年6月29日 - ）は、日本の俳優。劇団EXILEのメンバー。愛称は、おのちゃ。
千葉県出身。LDH JAPAN所属。

## 略歴
小学3年ごろからサッカーを始め、中学時代はヴィヴァイオ船橋サッカークラブに所属していた。サッカー推薦で船橋市立船橋高等学校に進学したが、レベルの高さからプロのサッカー選手にはなれないと諦観し、1年の夏でサッカー部を辞めた。歌手を志しアルバイトをしながらEXPGに通う。高校は2年から3年に進級する時に転校した。
2010年2月より行われた「VOCAL BATTLE AUDITION 2」に参加するも、2次審査で落選する。同年8月より行われた「第3回劇団EXILEオーディション」に参加しファイナリストとなり、同年12月に舞台『ろくでなしBLUES』で俳優デビューした。
2012年9月、舞台『あたっくNo.1』の出演をきっかけに劇団EXILEに加入する。
2016年10月から2017年8月まで放送された、特撮ドラマ『仮面ライダーエグゼイド』で九条貴利矢 / 仮面ライダーレーザー / 仮面ライダーレーザーターボ 役として出演した。

## 人物
- 兄が2人いる[9]。

## 出演

### 舞台
- 劇団EXILE 華組×風組合同公演「ろくでなしBLUES」（2010年12月） - 池上 役
- 劇団EXILE W-IMPACT「レッドクリフ 〜戦〜」（2011年8月）
- 方南ぐみ×劇団EXILE「あたっくNo.1」（2012年8月 - 9月） - 横川一等兵 役
- BS-TBS 収穫祭「男子落語」（2012年11月17日）
- BS-TBS 収穫祭「おとこ日舞」（2012年11月23日）
- ソラオの世界（2013年2月）
- 吾輩は坊さんである（2013年3月25日） - 主演
- 劇団EXILE公演「あたっくNo.1」（2013年8月 - 9月） - 横川一等兵役
- 萬屋錦之助一座「ざ☆よろきん」二〇一四年 新春本公演 火消哀歌〜冬空の木遣り唄〜（2014年1月）
- 劇団EXILE あたっくNo.1スピンオフ朗読劇「眉毛一族の陰謀」（2014年4月）
- GRIPPERプロデュース公演「天満月のネコ」（2014年5月） - 主演
- 劇団EXILE公演「THE面接」（2014年7月）[10]
- 劇団EXILE公演「それいけ小劇場!!」（2014年10月） - 六本木宏 役
- 劇団EXILE公演「Tomorrow Never Dies 〜やってこない明日はない〜」（2015年2月） - 増田茂久 役
- 方南ぐみ企画公演「Bomber-Man / 初夏の浅草の秘密」（2015年7月） - 主演
- 方南ぐみ企画公演「THE面接」（2018年4月）
- 野球 飛行機雲のホームラン（2018年7月 - 8月） - 菱沼力 役
- 春の修学旅行「妖怪! 百鬼夜高等学校」〜一条通と付喪神〜（2019年2月 - 3月） - 主演・天狗 役
- Reading Stage「百合と薔薇」（2019年6月15日）
- 勇者のために鐘は鳴る（2020年1月 - 2月） - 326 役[11]
- INTERVIEW〜お願い、誰か僕を助けて〜（2021年3月 - 4月） - シンクレア 役[12]
- TXT vol.2「ID」（2021年6月 - 7月） - 保健委員 役
- マーダーミステリーシアター 演技の代償（2021年7月17日） - 桃谷雄一郎 役
- マーダーミステリーシアター 裏切りの晩餐（2021年12月15日）- 久米田レオ 役
- 結 －MUSUBI－（2022年2月） - 主演・雅ノ花 役[9]
- ミュージカル「シデレウス」（2022年6月） - ケプラー 役[13]
- ミュージカル「DOROTHY〜オズの魔法使い〜」（2022年8月 - 9月） - ライオン 役[14]
- BOOK ACT 2023 NEW YEAR SPECIAL「僕らは人生で一回だけ魔法が使える」（2023年1月）[15]
- ミュージカル「MEAN GIRLS」（2023年1月 - 2月） - アーロン 役[16]
- 日生劇場開場60周年記念 音楽劇「精霊の守り人」（2023年7月 - 10月） - ゼン 役[17]
- 朗読劇「Nのために」（2023年10月15日） - 安藤望 役[18]
- ミステリ・ミュージカル「ルームメイトと謎解きを」（2023年11月） - 主演・兎川雛太 役（武藤潤と富永勇也とトリプル主演、武藤潤とダブルキャスト）[19]
- 朗読劇「夢から醒めない夢を見よ。」（2023年12月）[20]
- 戦国時代活劇「HiGH&LOW THE 戦国」（2024年1月 - 2月）[21]
- ミュージカル「この世界の片隅に」（2024年5月 - 7月） - 水原哲 役（小林唯とダブルキャスト）[22]
- ミュージカル「ストーリー・オブ・マイ・ライフ」（2024年11月） - トーマス 役[23]
- 朗読劇「名前を呼んで、もう一度」（2024年11月）[24]
- スターライドオーダー2（2024年12月）[25]
- ミュージカル「ヒーロー」（2025年2月 - 3月） - カーク 役[26]

### テレビドラマ
- シュガーレス（2012年10月 - 12月、日本テレビ） - 千倉トオル 役
- スイッチガール!! 2 第3話（2012年12月21日、フジテレビTWO）
- ガリレオ 第2シーズン（2013年4月 - 6月、フジテレビ） - 田窪壮一郎 役
  - ガリレオXX 内海薫最後の事件 愚弄ぶ（2013年6月22日）
- 下町ボブスレー 第3話（2014年3月15日、NHK BSプレミアム）
- 碧の海〜LONG SUMMER〜（2014年6月 - 8月、東海テレビ） - 高峯圭吾 役
- ディア・シスター 第6話（2014年11月20日、フジテレビ） - 白石 役
- HiGH&LOW〜THE STORY OF S.W.O.R.D.〜（2015年10月 - 12月、日本テレビ） - キリンジ 役
  - HiGH&LOW Season2（2016年4月 - 6月）
- 池波正太郎時代劇スペシャル「顔」（2016年6月4日、時代劇専門チャンネル） - 信吉 役
- オトナの土ドラ 朝が来る（2016年6月 - 7月、フジテレビ・東海テレビ） - 山本健太 役
- 金沢のコロンボ 3（2016年8月17日、テレビ東京）
- 仮面ライダーエグゼイド 第1話 - 第12話・第35話 - 最終話（2016年10月 - 12月・2017年6月 - 8月、テレビ朝日） - 九条貴利矢 / 仮面ライダーレーザー / 仮面ライダーレーザーターボ 役
- コンフィデンスマンJP 第2話（2018年4月16日、フジテレビ） - 舎弟 役
- 妖怪! 百鬼夜高等学校（2018年10月 - 12月、BS日テレ） - 主演・天狗 役
- 相棒 season17 第8話「微笑みの研究」（2018年12月5日、テレビ朝日） - 原口護 役
- ダイイング・アイ（2019年3月 - 4月、WOWOW） - 岡部義幸 役
- 橋田壽賀子ドラマ 渡る世間は鬼ばかり 3時間スペシャル2019（2019年9月16日、TBS） - 藤川昇 役
- 特命刑事 カクホの女2（2019年10月 - 12月、テレビ東京） - 黒木達也 役
- ワケあって火星に住みました〜エラバレシ4ニン〜 第4話（2020年2月、WOWOW） - 中園 役
- 共演NG（2020年10月 - 12月、テレビ東京） - 前島豊 役
- 遺留捜査 第6シーズン 第6話（2021年2月18日、テレビ朝日） - 満島拓斗 役
- 家、ついて行ってイイですか? 第4話（2021年9月、テレビ東京） - 中尾和広 役[27]
- 再雇用警察官 3（2021年12月13日、テレビ東京） - 日下部崇明 役[28]
- ハレ婚。 第6話 -（2022年2月20日、朝日放送テレビ） - ジョー 役[29]
- 警視庁・捜査一課長 season6 第8話（2022年6月2日、テレビ朝日）- 陽木明 役
- ソロ活女子のススメ3 第1話（2023年4月6日、テレビ東京） - 船内レストランスタッフ 役[30]
- グランマの憂鬱 第5話（2023年5月6日、東海テレビ・フジテレビ） - 迫田慎吾 役
- あざとさにも相性がある!?（2025年6月、テレビ朝日） - 陽一 役[31]

### 配信ドラマ
- 仮面戦隊ゴライダー（2017年3月 - 4月、auビデオパス） - 九条貴利矢 / 仮面ライダーレーザー / キライダー 役
- 肝試す（2021年、smash.） [32]
- JAM -the drama-（2021年8月 - 10月、ABEMA） - 滝口ジュン 役[33]
- カリスマヨガインストラクターMIKAKOの持続不可能な恋ですが 第3話（2022年、Paravi）[34]
- TikTokショートドラマ「NUTS FILM」タイムトラブル篇（2022年、TikTok）[35]
- ＃裏アカ教師（2025年、DMMショート） - 萩尾千秋 役[36]

### 映画
- 表と裏（2015年3月） - 秦 役
  - 表と裏 第2章（2015年4月）
  - 表と裏 第3章（2015年7月）
  - 表と裏 第4章（2015年10月）
- 丑刻ニ参ル（2015年11月） - 主演・健二 役
- ROAD TO HiGH&LOW（2016年5月） - キリンジ 役
  - HiGH&LOW THE MOVIE（2016年7月）
  - HiGH&LOW THE MOVIE 2 / END OF SKY（2017年8月）
  - HiGH&LOW THE MOVIE 3 / FINAL MISSION（2017年11月）
- 仮面ライダーシリーズ
  - 仮面ライダー平成ジェネレーションズ Dr.パックマン対エグゼイド&ゴーストwithレジェンドライダー（2016年12月） - 九条貴利矢 / 仮面ライダーレーザー 役
  - 仮面ライダー×スーパー戦隊 超スーパーヒーロー大戦（2017年3月） - 九条貴利矢 / 仮面ライダーレーザー 役
  - 劇場版 仮面ライダーエグゼイド トゥルー・エンディング（2017年8月） - 九条貴利矢 / 仮面ライダーレーザーターボ 役
  - 仮面ライダー平成ジェネレーションズ FINAL ビルド&エグゼイドwithレジェンドライダー（2017年12月） - 九条貴利矢 / 仮面ライダーレーザーターボ 役
- 恋のしずく（2018年） - 乃神莞爾 役[37]
- jam（2018年） - 滝口 役
- GOZEN -純恋の剣-（2019年）
- 東京ワイン会ピープル（2019年） - 織田一志 役
- 最初の晩餐（2019年）
- いけいけ! バカオンナ〜我が道を行け〜（2020年） - 内田幸司 役
- 光を追いかけて（2021年）
- ウルフハンターが行く! 人狼 三国志編（2023年）[38]
- あの花が咲く丘で、君とまた出会えたら。（2023年） - 加藤 役[39]
- オオムタアツシの青春（2025年）[40]
- 火喰鳥を、喰う（2025年）

### オリジナルビデオ
- 仮面ライダーシリーズ
  - てれびくん超バトルDVD 仮面ライダーエグゼイド [裏技] 仮面ライダーレーザー（2017年4月28日） - 九条貴利矢 / 仮面ライダーレーザー 役
  - 仮面ライダーエグゼイド トリロジー アナザー・エンディング（東映）
    - 仮面ライダーブレイブ&仮面ライダースナイプ（2018年3月28日） - 九条貴利矢 役
    - 仮面ライダーパラドクスwith仮面ライダーポッピー（2018年4月11日） - 九条貴利矢 役
    - 仮面ライダーゲンムVS仮面ライダーレーザー（2018年4月25日） - 九条貴利矢 / 仮面ライダーレーザーターボ 役 （岩永徹也とW主演）

### ラジオドラマ
- サタデードラマハウス "美男子劇場" 第十六弾ストーリー「ハジける男」（2016年4月、JFN）[41] - 高田さん、車掌、映画館の従業員、映画館の客 役 [42]
- OH! HAPPY STYLE"にて実話を元にしたラジオドラマ『JICA TRUE STORY～不破直伸・Project NINJA～』(全7回)（2022年4月18日、JFN）[43]

### CM
- みずほフィナンシャルグループ（2014年）

### ミュージックビデオ
- Love「片思い」（2010年）

### ゲーム
- 仮面ライダー ブットバソウル（2016年10月、アーケード） - 九条貴利矢 / 仮面ライダーレーザー 役[44]
- 仮面ライダーバトル ガンバライジング（2016年10月6日、アーケード） - 仮面ライダーレーザー 役
- 仮面ライダーバトル ガンバレジェンズ（2023年、アーケード） - 仮面ライダーレーザー 役

### 玩具
- 仮面ライダーエグゼイド DXゲームスコープ（2017年6月14日） - 九条貴利矢 役
- 仮面ライダーエグゼイド DXドクターマイティXXガシャット（2017年12月） - 九条貴利矢 役
- DX仮面ライダーエグゼイド メモリアルフィニッシュガシャットセット（2017年12月） - 九条貴利矢 役

### その他
- 平山温泉観光協会 PR動画「HIRAYAMA ここにあるもの。」（2024年）[45]